# Delosperma imbricatum
Delosperma imbricatum är en isörtsväxtart som beskrevs av L. Bol.. Delosperma imbricatum ingår i släktet Delosperma, och familjen isörtsväxter. Inga underarter finns listade i Catalogue of Life.